# Chengalpattu (Taluk)
Der Taluk Chengalpattu (Tamil: செங்கல்பட்டு வட்டம்; früher Chingleput) ist ein Taluk (Subdistrikt) des Distrikts Chengalpattu im indischen Bundesstaat Tamil Nadu. Hauptort ist die namensgebende Stadt Chengalpattu.

## Geografie
Der Taluk Chengalpattu liegt im Westen des Distrikts Chengalpattu. Er grenzt an die Taluks Tambaram im Norden, Tiruporur im Osten, Tirukalukundram im Süden, Maduranthakam im Südwesten (alle Distrikt Chengalpattu), Uthiramerur im Westen, Walajabad im Nordwesten und Sriperumbudur im Norden (alle Distrikt Kanchipuram).

## Geschichte
Der Taluk Tiruporur wurde im Jahr 2012 aus dem Taluk Chengalpattu herausgelöst. Im Jahr 2019 wechselte der Taluk Chengalpattu aus dem Distrikt Kanchipuram in den neugegründeten Distrikt Chengalpattu.

## Bevölkerung
Nach der Volkszählung 2011 hatte der Taluk Chengalpattu in seinen damaligen Grenzen 573.406 Einwohner. 54 Prozent der Bevölkerung lebt in Städten und 46 Prozent in ländlichen Gebieten. 92 Prozent der Einwohner des Taluks Chengalpattu waren Hindus, 6 Prozent waren Christen und 2 Prozent Muslime. Die Hauptsprache ist, wie in ganz Tamil Nadu, das Tamil, das von fast 92 Prozent der Bevölkerung als Muttersprache gesprochen wurde. Daneben gab es Minderheiten von Sprechern des Telugu (3,5 Prozent), Urdu (1,5 Prozent) und Hindi (1 Prozent).

## Orte
Zum Taluk Chengalpattu in seinen Grenzen von 2011 (inklusive des Taluks Tiruporur) gehören die folgenden Orte (in Klammern die Einwohnerzahlen nach der Volkszählung 2011):
Städte:
- Alapakkam (9.404)
- Chengalpattu (62.579)
- Kovalam (8.124)
- Maraimalainagar (81.872)
- Muthukadu (7.610)
- Nandivaram-Guduvancheri (44.098)
- Nedungundram (14.390)
- Singaperumalkoil (13.566)
- Thiruporur (13.666)
- Urapakkam (29.122)
- Vallam (7.745)
- Vandalur (16.852)

Dörfer:
| - Acharavakkam (822) - Agaram (408) - Agaram (1.003) - Alathur (2.189) - Alathur RF (0) - Amaiyampattu (652) - Amirthampallam (529) - Amoor (1.320) - Anjur (2.579) - Anjur R.F (0) - Appur (1.244) - Appur R.F (0) - Arungal (688) - Arungundram (1.056) - Athigamanallur (0) - Athur (11.981) - Chettipatturayamankuppam (54) - Chettipunyam (1.543) - Chinna Irumbedu (261) - Chinnavippedu (527) - Dasarikunnathur (225) - Dasarikuppam (265) - Dhakshnavarthy (58) - Echankaranai (747) - Edarkundram (516) - Edayankuppam (0) - Edayankuppam RF (121) - Gudalore R.F (0) - Guruvanmedu (841) - Hanumanthai (851) - Hanumanthapuram (1.902) - Hanumanthaputheri R.F (0) - Hasthinapuram (490) - Ideeyankodumanthangal (5) - Illalur (2.446) - Illalur RF (15) - Kachadimangalam (1.363) - Kalanipakkam (254) - Kalvoy (2.214) - Kalvoy R.F (0) - Kannathur Reddy Kuppam (6.972) - Kannivakkam (1.447) - Kanthalur (396) - Karambur (553) | - Karanai (1.677) - Karanai (906) - Karanaipuducheri (7.467) - Karumbakkam (1.330) - Karunguzhipallam (13) - Karunilam (2.530) - Kattakhazhani (169) - Kattankolathur R.F (0) - Kattur (690) - Kattur R.F. (0) - Kayar (3.316) - Kayar RF (66) - Kayarambedu (6.086) - Keelakottiyur (768) - Keerappakkam (.1907) - Kelambakkam (5.189) - Kizhur (1.305) - Kolathur (1.774) - Kolathur (1.279) - Kolathur RF (78) - Kondamangalam (1.324) - Kondangi (1.150) - Konerikuppam (122) - Kongadu (0) - Kottamedu (1.233) - Kovilanthangal (0) - Krishanankaranai (538) - Kumizhi (2.140) - Kumuzhi R.F (7) - Kunnappattu (908) - Kunnavakkam (881) - Madathur RF (0) - Madayathur (1.442) - Mailai (1.148) - Mambakkam (2.678) - Mambakkam RF (0) - Manamathy (3.457) - Mannavedudevadaram (400) - Mannivakkam (13.308) - Maruderi (290) - Melaiyur (1.283) - Melakottiyur (4.865) - Melamaiyur (8.468) - Melkanagampattu (483) | - Melmanapakkam (1.212) - Mullipakkam (1.926) - Murugamangalam (460) - Nallambakkam (4.123) - Navalur (3.539) - Nellikuppam (2.360) - Nemmeli (3.822) - Oragadam (1.985) - Oragadam RF (0) - Orathur (426) - Othivakkam (803) - Othivakkam R.F (0) - Otteri (287) - Ozhalur (3.298) - Padur (5.710) - Paiyanur (4.532) - Palur (6.964) - Panchanthiruthy (272) - Pandur (804) - Paranur (1.803) - Paranur R.F (0) - Pattaravakkam (608) - Pattipulam (2.250) - Pazhaveli (1.037) - PeriyaIrumbedu (590) - Periyaputheri (833) - Periyavippedu (603) - Perumalthangal (0) - Perumathunallur (2.292) - Perunthandalam (1.739) - Polacheri (747) - Ponmar (2.953) - Pooluppai (391) - Poondi (545) - Poranthavakkam (922) - Porunthavakkam (175) - Pudupakkam (7.279) - Pulipakkam (3.139) - Rajakulipettai (325) - Rattinamangalam (2.324) - Rayamangalam (478) - Reddikuppam (396) - Royalpattu (842) - Salavankuppam (1.194) | - Santhanampattu (869) - Sasthirambakkam (468) - Sembakkam (3.700) - Sengadu (708) - Sengundram R.F (0) - Senneri (634) - Senthamangalam (620) - Sirudavoor (2.975) - Sirukundram RF (0) - Sirunkundram (2.097) - Siruseri (1.346) - Sonallur (852) - Sonnallur RF (0) - Thaiyur (10.675) - Thaiyur R.F. (0) - Thalimangalam (0) - Thandalam (5.546) - Thandarai (1.299) - Thazhambur (1.781) - Thenmelpakkam (382) - Thenur (833) - Thirunilai (811) - Thirutheri R.F (0) - Thiruvadisoolam (1.254) - Thiruvidanthai (3.422) - Unamancheri (3.399) - Unamancheri R.F (0) - Valarkundram (390) - Valavanthangal (449) - Vallam R.F (0) - Vandalur R.F (0) - Veerapuram (1.724) - Velichi (821) - Vembakkam (1.099) - Vembedu (1.802) - Vengadamangalam (1.970) - Vengaleri (659) - Venguru (663) - Venkatapuram (2.137) - Villiambakkam (1.344) - Viralpakkam (449) |